# Globularieae
Globularieae és una tribu de la família de les plantaginàcies (Plantaginaceae).

## Taxonomia

### Gèneres
Dins d'aquesta família es reconeixen els dos gèneres següents:
- Globularia Tourn. ex L.
- Campylanthus Roth

## Història taxonòmica
Fins l'aparició de les classificacions filogenètiques APG l'any 1998, les classificacions antigues havien reconegut la família de les globulariàcies (Globulariaceae), però amb una circumscripció molt diferent de la tribu actual. Al sistema Cronquist (1981) contenia unes 300 espècies agrupades en 10 gèneres, mentre que la tribu actual és formada per unes 46 espècies agrupades en dos gèneres. Tot i que també fou tradicional considerar només els gèneres Globularia i Cockburnia com a membres de la família Globulariaceae i posar els altres a la família de les escrofulariàcies (Scrophulariaceae).
El primer sistema APG (1998) va prescindir de la família Globulariaceae i va incloure els seus membres dins la família de les plantaginàcies.

## Usos
Algunes espècies com Globularia cordifolia i Globularia punctata,són plantes conreades en jardineria.